# Castell de Cervera del Maestrat
El castell de Cervera del Maestrat fou un recinte fortificat del qual es conserven algunes restes, que es troba al cim del puig on hi ha el poble de Cervera del Maestrat, ocupant uns 7.500 m². Aquest puig ha estat ocupat des de l'edat del ferro i també s'han descobert nivells ibers. Un espai abandonat durant segles, amb els elements desapareixent a poc a poc, torna a ser d'interès l'any 1983, amb una excavació arqueològica feta per l'Associació Cultural Amics del Castell, després la Conselleria de Cultura promou altres, en 1985, 2000, 2005-2006 i 2009, a la vegada que es realitzen treballs de consolidació. Fou declarat pel Ministeri de Cultura Bé d'Interès Cultural en l'any 2003. El castell és propietat municipal i en 2004 l'Ajuntament il·lumina tot el perímetre.

## Història

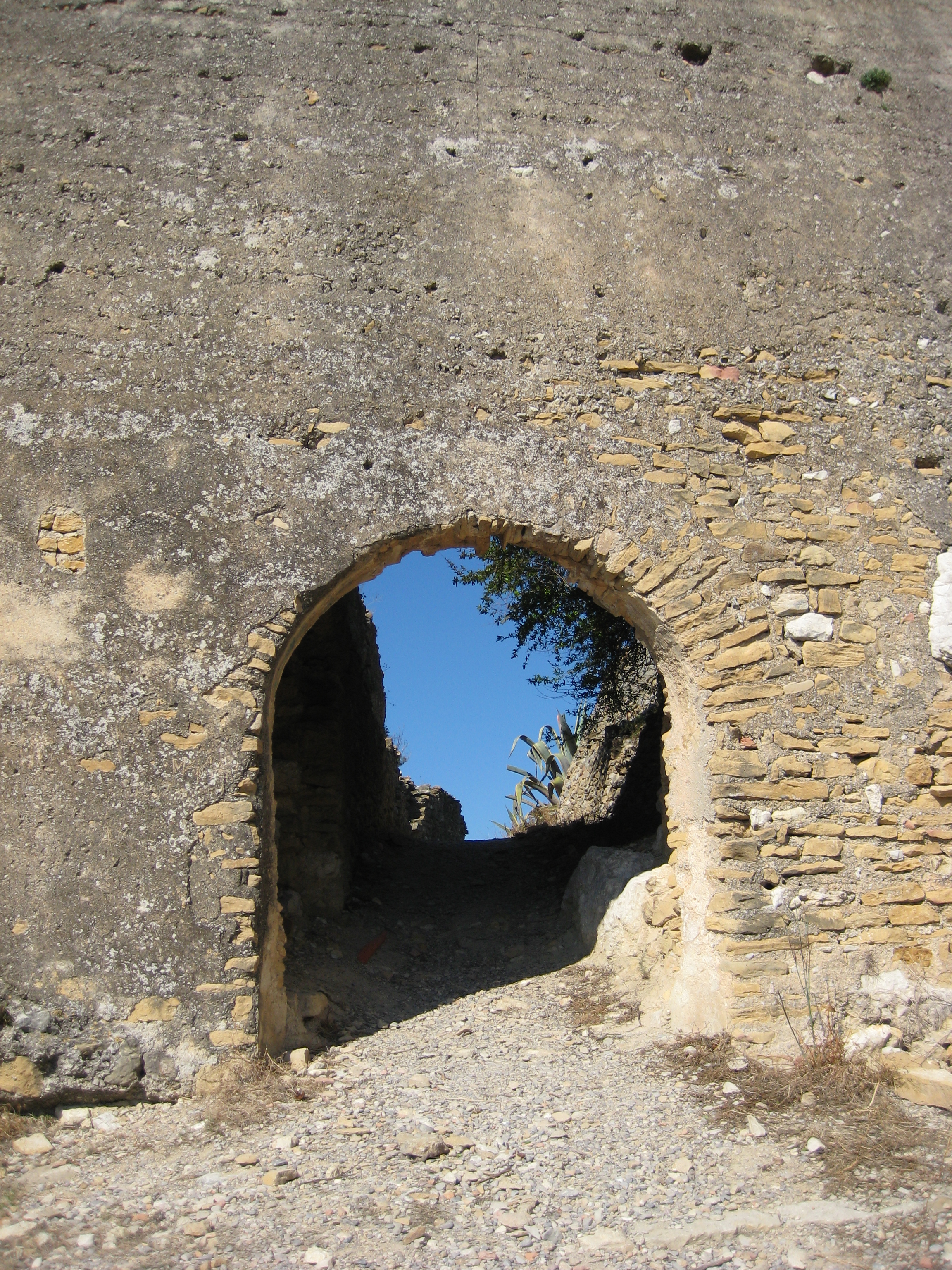
Portada d'accés

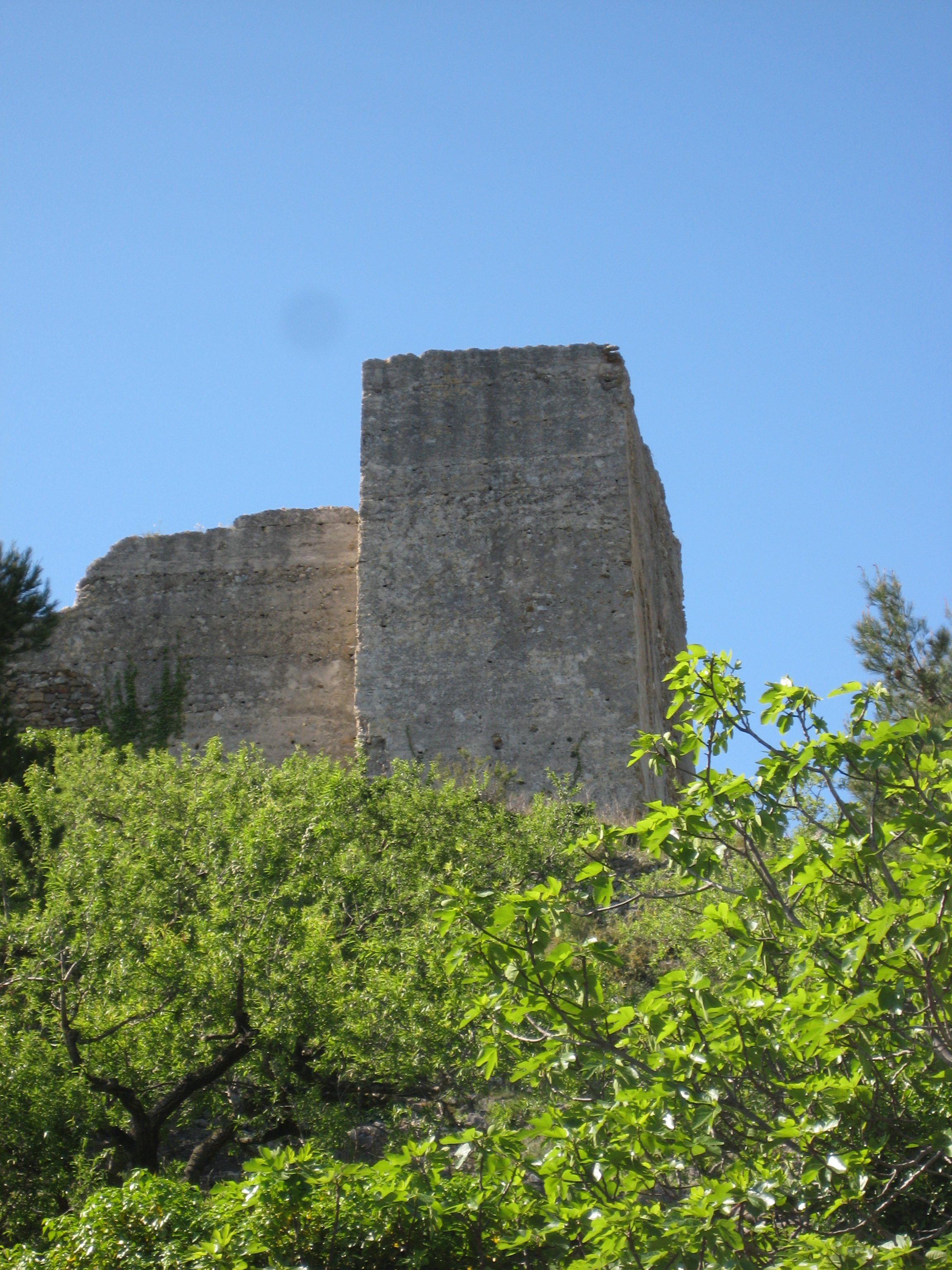
Torre NW

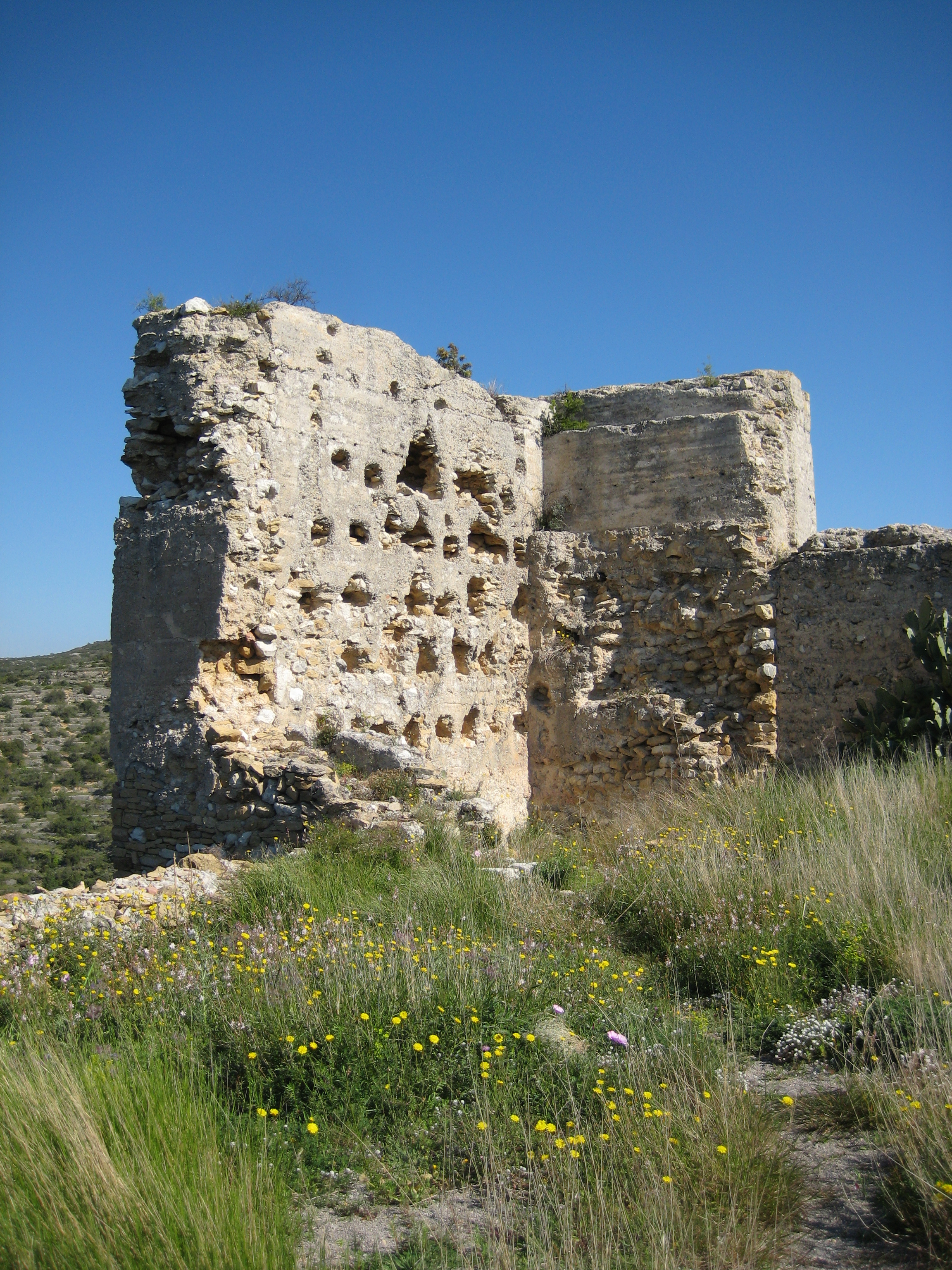
Torre NW per dins

La fortificació ja existia en l'any 1145 quan Ramon Berenguer IV compromet la seua donació als hospitalers, però no es coneix quan s'inicia la seua construcció que podria datar-se entre el segle x i el segle xii, sols que durant els almohades es duu a terme la reforma de la part nord amb un reforç dels murs, la construcció d'una torre i la porta d'accés, a l'extrem opost a la porta actual que és d'època cristiana.
Durant les campanyes de Jaume I el castell torna a aparèixer en diverses ocasions, com una de les principals fortificacions del nord valencià, fins que el 23 de desembre de 1233 el castell capitula davant els hospitalers.
Durant tot el segle xiii el territori controlat pel castell de Cervera estigué sota el control de l'orde de l'Hospital, directament dirigit pel castellà d'Amposta, fins que amb la dissolució de l'orde del Temple, en les primeries del segle xiv, es crea en el regne de València una nova orde, Montesa, la qual en 1317 pren possessió de tots els teritoris hospitalers en el regne. En els primers anys de la nova orde, els mestres residiran en el castell, i després fou seu del lloctinent general de l'orde i allí estigué l'arxiu de l'orde fins a l'any 1556.
En 1521 els agermanats prenen el castell. En les darreries del segle xvi Felip II incorpora a la corona l'orde de Montesa, i el castell queda en poder reial. I és des del segle xvi quan el castell deixa de tenir funcionalitat, tant militar com administrativa.
En l'any 1654 es fa una inspecció i es comprova que part del castell està ensorrat. I durant els segles següents la ruina continua, agreujada per l'orde de Felip V d'enderrocament parcial, sols interrompuda temporalment durant les guerres carlines, on es fan obres d'adequació per ocupacions temporals. Fins a la meitat del segle xx el terreny s'abancala i es cultiven cereals i llegums.

## Arquitectura
El recinte fortificat estigué compost, en els seus anys d'esplendor, per un mur que envoltava el turó, protegit per nombroses torres, i en el seu interior, diferents dependències administratives i d'habitació, tres aljubs i dues capelles, sota les advocacions de Sant Joan i la Mare de Déu de la Costa. La portada d'accés es troba al sud-est del recinte, per un camí estret protegit pel mur.